# Norbert Thines

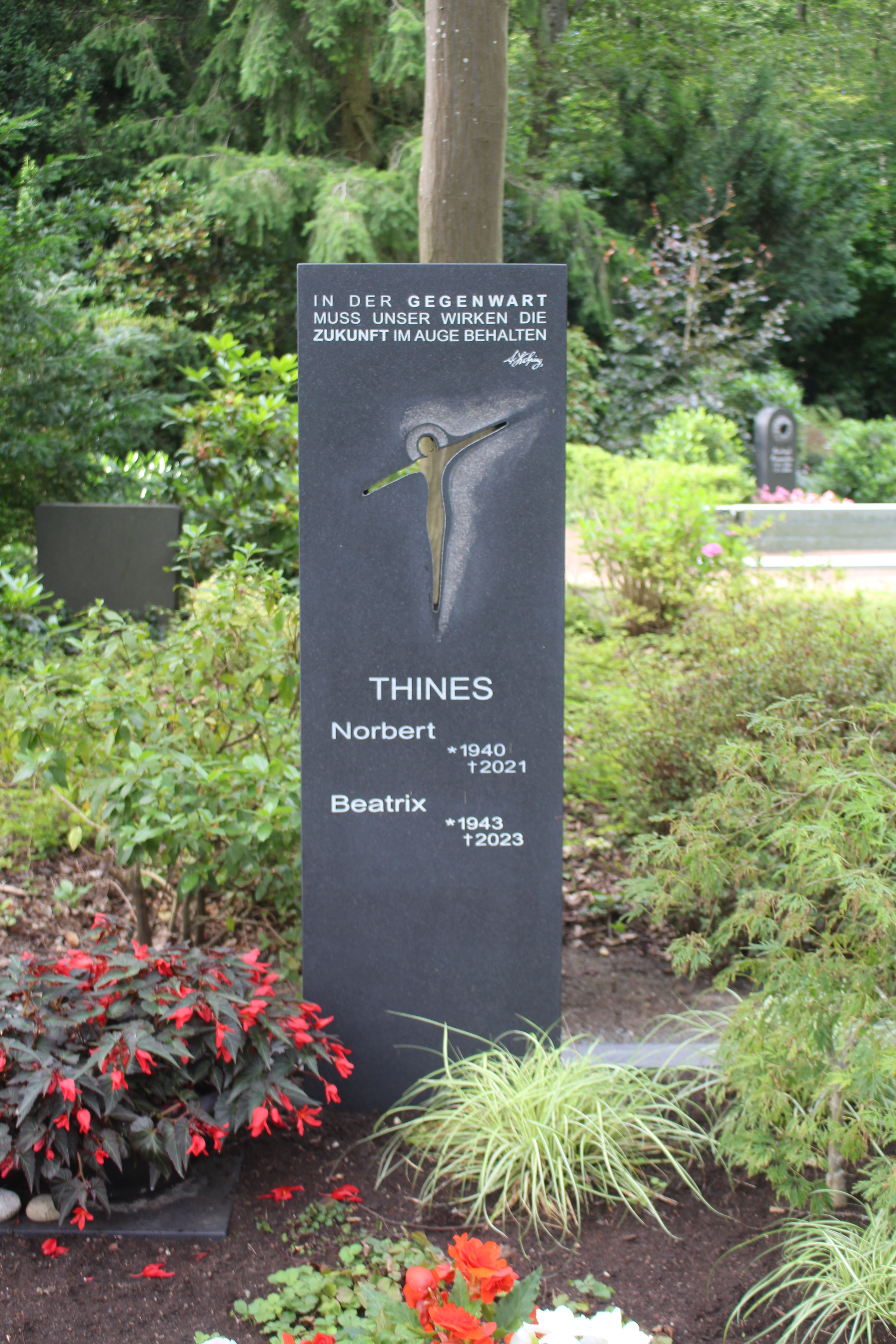
Grabstätte von Norbert und Beatrix Thines in Kaiserslautern, Hauptfriedhof

Norbert Thines (* 19. August 1940 in Kaiserslautern; † 7. Juni 2021 ebenda) war ein deutscher Fußballfunktionär.
Er war von 1977 bis 1984 Geschäftsführer und ab 1985 Vizepräsident des 1. FC Kaiserslautern, bevor er am 6. Juni 1988 von Jürgen Friedrich das Amt des Präsidenten übernahm. Während seiner Amtszeit gewann der 1. FC Kaiserslautern 1990 und 1996 den DFB-Pokal und 1991 die deutsche Fußballmeisterschaft. Nach dem ersten Abstieg des 1. FC Kaiserslautern aus der Fußball-Bundesliga 1996 trat er am 9. Juli auf einer außerordentlichen Mitgliederversammlung zurück und übergab das Amt an Hubert Keßler.
Thines war Repräsentant der Karlsberg-Brauerei, saß für die CDU im Stadtrat Kaiserslauterns und war Gründer der Initiative alt-arm-allein, die sich um alte Menschen kümmert.
Außerdem war er Mitglied und Ehrenvorsitzender der Kolpingfamilie Kaiserslautern.
Thines war Träger des Stadtsiegels (1987) und der Goldenen Stadtplakette (2000) und des Ehrenrings (2010) der Stadt Kaiserslautern, des Verdienstordens des Landes Rheinland-Pfalz (1995) und des Bundesverdienstkreuzes am Bande (1999). Zu seinem 75. Geburtstag am 19. August 2015 wurde Thines zum Ehrenbürger von Kaiserslautern ernannt. Seit dem 3. Dezember 2017 war Thines zudem Ehrenpräsident des 1. FC Kaiserslautern. Norbert Thines verstarb am 7. Juni 2021 im Alter von 80 Jahren. Am 15. Juli 2022 wurde zu seinem Andenken die Nordtribüne des Fritz-Walter-Stadions als Norbert-Thines-Nordtribüne offiziell eingeweiht. Seine Grabstätte befindet sich auf dem Hauptfriedhof in Kaiserslautern, in unmittelbarer Nähe zur Grabstätte von Fritz Walter.